# Avenue de la Porte-d'Italie
L'avenue de la Porte-d'Italie est une voie du 13e arrondissement de Paris, en France.

## Situation et accès

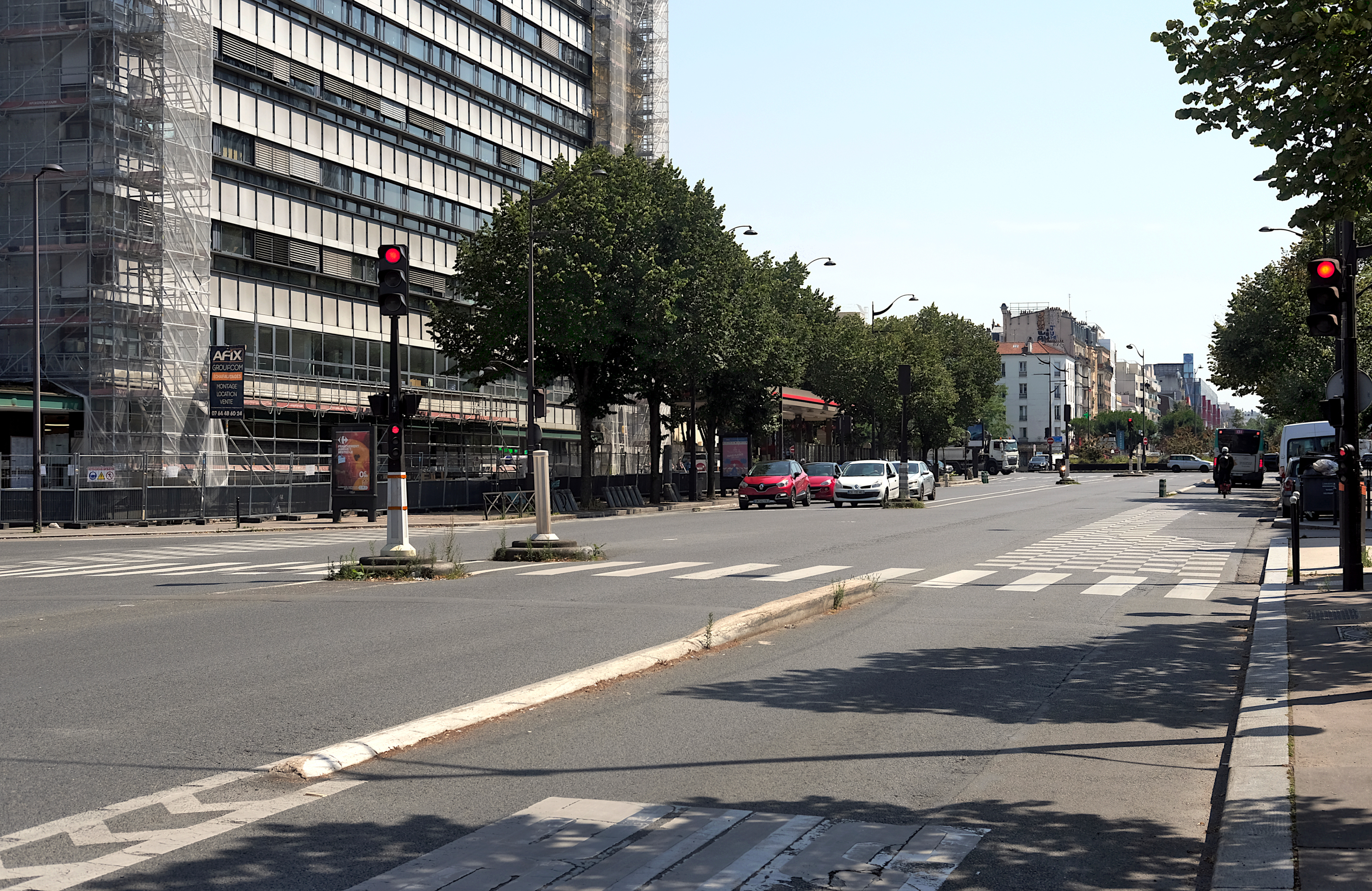
L'avenue vue en direction du Kremlin-Bicêtre.

L'avenue de la Porte-d'Italie est une voie située dans le 13e arrondissement de Paris. Elle débute boulevard Masséna et boulevard Kellermann et se termine avenue de Fontainebleau, au Kremlin-Bicêtre.

## Origine du nom
Elle porte ce nom car elle est située en partie sur l'emplacement de l'ancienne porte d'Italie de l'enceinte de Thiers à laquelle elle mène.

## Historique
La voie a été créée en 1929. La partie située entre le boulevard Masséna et l'avenue Léon-Bollée a été aménagée entre les bastions nos 87 et 88 de l'enceinte de Thiers. Le prolongement faisait partie de l'avenue de Fontainebleau au Kremlin-Bicêtre et a été annexé par la ville de Paris en 1929.
Il est intéressant de noter que l’avenue d’Italie mène droit à Rome à pied sous les réverbères.